# Starí Krim
Starí Krim (ucraïnès: Старий Крим; tàtar: Eski Qırım, rus: Старый Крым) és una ciutat de la República Autònoma de Crimea a Ucraïna. La seva població s'elevava a 9.492 habitants el 2010. Està situada a 15 km a l'oest de Feodòssia i a 78 km a l'est de Simferòpol.

## Història
Qırım o Krim fou una antiga ciutat de Crimea que va donar nom a la península. Era al nord-oest de Feodòssia (Kefe o Keffe), segurament a prop de l'actual ciutat de Vella Krim. La ciutat té una llarga història. Probablement fou fundada a la primera meitat del segle xiii, quan Crimea va ser conquerida per Batu Khan. Els mongols van fortificar la ciutat, que va esdevenir capital de la yurta de Crimea, una entitat administrativa dependent de l'Horda d'Or, i el lloc de residència de l'amir de Crimea. El nom de Nova Krim sembla que es referia a Bakhtxissarai. Es creu que l'origen del nom deriva dels cimmeris i estaria al lloc de l'antiga Cimmerion (Cimmerium) dels grecs que fou la capital regional sota l'Imperi Romà.
S'esmenta repetidament sota l'Horda d'Or que era la principal ciutat (excloses alguna de la costa que estaven sota domini genovès) i que servia de lloc d'encunyació de moneda (entre 1284 i 1531). Nova Krim s'esmenta en una moneda de Toktamix del 1383. Les seves ruïnes consisteixen en les restes d'uns banys tàtars, algunes mesquites, un palau dels kans, i esglésies gregues i armènies.
En el transcurs d'aquest període, la ciutat tenia dos noms: els habitants turcofons l'anomenaven Qırım (del tàtar qrim o krim que vol dia "el meu turó"), mentre que els italians li deien generalment Solcati (de l'italià solcata, que vol dir solc o fossat). Solgat o Solghat és una forma turquificada del nom italià. El nom turc de la ciutat, Krim o Qırım, va ser progressivament donat a tota la península.

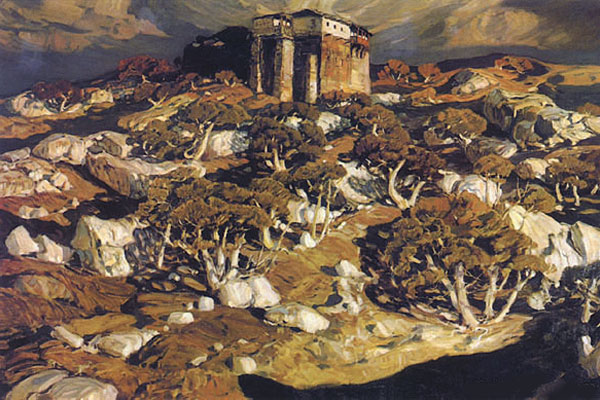
Konstantin Bogaïevski, Staryï Krym el 1903.

Als segles xiii i xiv era una gran ciutat pròspera, que els àrabs consideraven llavors com la segona Bagdad. D'aquest període subsisteixen les ruïnes d'una mesquita i d'una madrassa, construïdes el 1314 per Uzbeg Khan. Després de la transferència de la capital del Kanat de Crimea a Bakhtxisarai, la ciutat va caure en una relativa foscor.
Des de l'annexió de Crimea per Caterina II de Rússia, el 1783, la ciutat fou coneguda sota el nom rus de Staryï Krym (literalment Vella Crimea, traducció russa del nom donat pels tàrtars, Eski Qırım).
El cèlebre escriptor rus Alexandre Grin (1880-1932) va viure i va morir a Staryï Krym; té un museu consagrat a la ciutat. Staryï Krym acull un important sanatori per a cardíacs, qui va ser dirigit per un gran cardiòleg, Nikolaï Amossov.

## Població
La població de Starí Krim comprenia el 1926 un 40 per cent de russos, 25 per cent de búlgars, 19 per cent de grecs, 5,6 per cent de tàrtars de Crimea, 3,7 per cent d'ucraïnesos, 1,8 per a cent de jueus i 1,3 per a cent d'alemanys.
Padrons (1926. 1939. 1989 i 2001) o estimacions (2008, 2009, 2010) de la població :
| 1979  | 1989  | 2001   | 2009  | 2010  | 2011  | 2012  | 2013  | 2014  | 2015  | 2016  |
| ----- | ----- | ------ | ----- | ----- | ----- | ----- | ----- | ----- | ----- | ----- |
| 8.891 | 9.208 | 10.101 | 9.501 | 9.492 | 9.446 | 9.485 | 9.512 | 9.277 | 9.314 | 9.370 |

## Transports
Starí Krym està travessada per la carretera M-17 que la connecta a Simferòpol 90 km a l'oest, i a Feodòssia 21 km a l'est.